# Melecta amanda
Melecta amanda är en biart som beskrevs av Maurits Anne Lieftinck 1980. Melecta amanda ingår i släktet sorgbin, och familjen långtungebin. Inga underarter finns listade i Catalogue of Life.